# Condado de Washington (Nebraska)
O Condado de Washington é um dos 93 condados do estado norte-americano de Nebraska. A sede do condado é Blair, que é também a sua maior cidade. O condado tem uma área de 1020 km² (dos quais 8 km² estão cobertos por água), uma população de 18 780 habitantes, e uma densidade populacional de 19 hab/km² (segundo o censo nacional de 2000). O condado foi fundado em 1854 e o seu nome é uma homenagem ao primeiro presidente dos Estados Unidos, George Washington.